# Unité de fréquence
Une unité de fréquence est une unité de mesure des fréquences. La fréquence d'un événement étant le nombre de fois qu'il se produit par unité de temps (constamment pour un phénomène périodique, en moyenne pour un phénomène stochastique mais présentant certaines régularités), une unité de fréquence est l'inverse d'une unité de temps.
L'unité de fréquence du Système international (SI) est le hertz, de symbole Hz, une unité dérivée : 1 Hz = 1 s−1. On utilise aussi beaucoup ses multiples, notamment le kilohertz (kHz), le mégahertz (MHz) et le gigahertz (GHz), respectivement égaux à 103 Hz, 106 Hz et  109 Hz.
On utilise également des unités non-SI dont le nom précise la nature des événements considérés et l'unité de temps employée, souvent la minute (action par minute, battement par minute, coup par minute, flash par minute, mesure par minute, mot par minute, tour par minute, etc.) ou la seconde (image par seconde, instruction par seconde, etc.). Un nombre d'événements étant une grandeur sans dimension, ces unités sont équivalentes à 1 min−1 (= 1/60 Hz) et 1 s−1 (= 1 Hz), respectivement. Certaines de ces unités ont reçu des noms et symboles spécifiques, notamment le becquerel (Bq, désintégration par seconde), le bogoMips et le MIPS (million d'instructions par seconde), l'IOPS et le FLOPS (opération par seconde).
En physique théorique, on utilise le système d'unités de Planck et notamment la fréquence de Planck, de symbole ωP : 1 ωP = 1,854 858 × 1043 Hz.